# Ficomiceto
Ficomicetos (Phycomycetes) é uma denominação que correspondia aos fungos do bolor preto de pão. Atualmente essa taxonomia mudou, mas continua a ser muito discutida.

## Discussão
Antes denominado de ficomicetes, os fungos causadores de bolores e mofos, foram passados para a classificação de Zigomicetes. A partir disso os ficomicetos ficaram como os fungos na maioria de espécie aquática. Outra mudança foi prevista para transformar o filo Fycomycota em Oomycota, característico de fungos que se reproduzem de forma semelhante as algas, portanto protistas. Atualmente os Oomicetes já não estão como filo, e sim uma classe do filo Heterokontophyta.
Essa taxonomia revela muitas discussões científicas, para formar uma divisão que enquadra corretamente todas características que diferenciam os fungos verdadeiros dos Oomycotas.

## História
Os ficomicetos antigamente eram incluidos no reino Fungi, mas atualmente, foi decidido que eles deveriam pertencer ao Reino Protista e a um filo Heterokontophyta e uma classe específica denominada Oomycota.
A principal razão da mudança foi que na fase de reprodução os ficomicetos aquáticos geram certos tipos de esporos flagelados denominados zoósporos, muito semelhantes ao que as algas fazem para se reproduzir. Então, por algas pertecerem ao reino protista, foi decidido que os ficomicetos também se enquadram nesse reino.
Nos ficomicetos terrestres, os esporos apresentam poucas diferenças em relação aos fungos, pois os esporos se disseminam pelo ar denominados aplanósporos, mas uma diferença permitiu a classificação desses como protista: característica gelatinosa e vive em ambientes úmidos e sombrios como a Peronosporales, além disso eles possuiam paredes celular com grande presença de celulose em vez de ter quitina típico dos fungos.

## Classificação
Os ficomicetos ou no filomiceticotes se dividiam em três grandes grupos mais importantes:
- Acrasiomicetos: Formados por um aglomerado de células semelhantes a ameba, que formam uma grande massa multinucleada;

- Mixomicetos: Com uma grande massa celular multinucleada também, apresentam uma diferença dos acrasiomicetos, pois essa massa é originada da divisão sucessiva de apenas um núcleo inicial;

- Oomicetos : A Saprolegnia como representante principal caracteriza esse grupo como os responsáveis pelo ataque a batata murcha e uvas.